# Pass Labs
Pass Labs är ett stereoföretag grundat av Nelson Pass, en välkänd figur i exklusiva stereosammanhang. Nelson Pass är känd för sina unika och innovativa kretslösningar och har arbetat för ett flertal stereoföretag genom åren. Pass Labs tillverkar slutsteg, försteg och högtalare. Man gör de flesta om inte alla sina förstärkare i klass A.